# Medinilla annulata
Medinilla annulata är en tvåhjärtbladig växtart som beskrevs av Charles Budd Robinson. Medinilla annulata ingår i släktet Medinilla och familjen Melastomataceae. Inga underarter finns listade i Catalogue of Life.